# 매클로드의 딸들
《맥클로드의 딸들》(영어: McLeod's Daughters 매클라우즈 도터스[*])은 2001년부터 2009년까지 나인 네트워크에서 방영한 오스트레일리아의 텔레비전 드라마이다.
한국에는 "맥클로드의 딸들"로 소개돼있으나 실제 발음은 "매클라우드"이다.

## 개요
아버지 잭 매클라우드가 사망하면서 장녀 클레어는 매클라우드가에 대대로 내려온 드로버스 런(Drover’s Run)를 물려받는다. 드로버스 런은 오스트레일리아 남부 미개간지 내에 자리한 거대 소떼 방목지이다. 잭의 두 번째 아내 소생인 이복동생 테스가 자신이 물려받은 몫을 처분하기 위해 돌아오면서 두 자매는 오랜만에 재회한다.

## 출연
- 리사 채플 - 클레어 루이즈 매클라우드 역
- 브라이디 카터 - 테스 샬럿 실버먼 매클라우드 역
- 레이철 카파니
- 에런 제프리
- 마일스 폴라드
- 시몬 제이드 매키넌
- 브렛 터커